# Шутьков, Анатолий Антонович
Анато́лий Анто́нович Шутько́в (10 июня 1931 — 13 декабря 2020) — советский и российский учёный в области экономики и организации производства АПК, академик РАСХН (1990), академик РАН (2013).

## Биография
Родился 10.06.1931 г. в п. Ивня Ивнянского района Белгородской области. Окончил Казахский СХИ (1961).
- 1950—1951 — участковый агроном Кировской МТС Волгоградской области.
- 1951—1955 — служба в Советской армии.
- 1955—1957 — руководитель комсомольско-молодёжного отряда Белгородской области по созданию совхоза «Белгородский» Акмолинской области Казахской ССР (1955), главный агроном этого совхоза.
- 1957—1959 — первый секретарь Балкашинского райкома, секретарь Акмолинского обкома комсомола.
- 1959—1961 — главный агроном Акмолинского областного управления сельского хозяйства,
- 1961—1965 — инспектор Комитета партийно-государственного контроля при Целинном крайкоме партии и крайисполкоме Казахской ССР.
- 1965—1966 — аспирант Целиноградского СХИ, защитил кандидатскую диссертацию «Экономическая эффективность производства и использования кукурузы на силос в совхозах и колхозах северных областей Казахстана».
- 1966—1973 — старший преподаватель, доцент Ставропольского СХИ.
- 1973—1981 — зам. директора Ставропольского НИИ гидротехники и мелиорации, директор ВНИИ использования мелиорированных земель; в 1974 году защитил докторскую диссертацию «Экономика и организация рациональной системы кормопроизводства в условиях Северного Кавказа».
- 1981—1982 — руководитель сектора управления ВНИИ экономики сельского хозяйства,
- 1982—1986 — заместитель заведующего сектором с.-х. науки ЦК КПСС,
- 1986—2002 — заместитель председателя Президиума Всероссийского отделения ВАСХНИЛ, вице-президент, академик-секретарь Отделения экономики и управления агропромышленного комплекса, вице-президент РАСХН (1997—2002).

В 2003—2010 профессор Московского государственного социального института. С 2010 г. профессор кафедры экономики и управления на предприятии Национального института бизнеса.
Доктор экономических наук (1977), профессор (1978), академик РАСХН (1990), академик РАН (2013).
Специалист в области экономики и организации производства в АПК, управления в агропромышленном производстве. Автор пособий по проблемам интенсификации производства, цеховой структуры управления, коллективного подряда в растениеводстве и животноводстве, организации хозрасчёта, использования чековой формы контроля затрат (1980-е гг.).
Заслуженный деятель науки Российской Федерации (1996). Награждён орденами Октябрьской Революции (1988), «Знак Почёта», медалью Китайско-Советской Дружбы (1953), медалью «За освоение целинных земель», золотой медалью им. акад. Н. Н. Моисеева.
Автор (соавтор) более 300 научных работ, в том числе 45 книг — монографий, учебников и учебных пособий.
Сын Сергей (род. 1958) — доктор экономических наук.
Похоронен на Кунцевском кладбище в Москве (уч. 10).

## Основные работы
- Аграрная наука России на пороге XXI века (состояние и проблемы) / соавт.: И. Г. Ушачёв и др. — М., 1999. — 392 с.
- Научно-техническое развитие агропромышленного комплекса России: (состояние и перспективы)/соавт.: И. Г. Ушачёв и др. — М.: Экономика и информатика, 2001. — 389 с.
- Концепция — прогноз развития животноводства России до 2010 года / соавт. Г. А. Романенко и др. — М., 2002. — 134 с.
- Система управления агропромышленным комплексом: теория, политика, практика. — М., 2005. — 806 с.
- Аграрная политика России: социально-экономические проблемы / соавт. С. А. Шутьков. — М., 2008. — 339 с.
- Продовольственная безопасность: теория, политика и практика. — М., 2011. — 475 с.
- Система управления агропромышленным комплексом: теория, методология, практика. — М.: Дашков и К, 2018. — 389 с.